# Paolo Gobetti
Paolo Gobetti (* 28. Dezember 1925 in Turin; † 25. November 1995 ebenda) war ein italienischer Filmjournalist und Dokumentarfilmer.
Paolo Gobetti, Sohn von Piero Gobetti, schrieb Filmkritiken für L’Unità, wirkte als Chefredakteur von Cinema Nuovo und von 1960 bis 1965 als Herausgeber des Il nuovo Spettatore Cinematografica. Lange Jahre war er Leiter und Vizepräsident des Archivio Nazionale Cinematografico della Resistenza, das er 1966 gegründet hatte; zu diesem Themenkomplex drehte er auch zahlreiche aufschlussreiche Dokumentarfilme als Regisseur, später auch didaktisches Material zum Thema auf Video. Eine weitere Gründung Gobellis war 1975 das Centro di Documentazione Alpina.
Zu Gobettis Veröffentlichungen zählen Le esplorazioni polari aus dem Jahr 1959 und ein umfassendes Werk, in dem er US-amerikanische Fernsehfilme bis zum Jahr 1965 umfassend bespricht.

## Filmografie (Auswahl)
- 1962: Scioperi a Torino
- 1995: Le stagioni della resistenza